# Ovosodo
Pour plus de détails, voir Fiche technique et Distribution.
Ovosodo est une comédie dramatique italienne réalisée par Paolo Virzì et sortie en 1997.

## Synopsis
Le film raconte l'histoire du jeune Piero Mansani qui vit dans un quartier populaire de Livourne, nommé Ovosodo, avec sa belle-mère et son frère. Son père alterne les séjours en prison et les cavales. Au fur et à mesure du film, on le voit grandir et apprendre la vie accompagnée de ses plaisirs et de ses désillusions. 

## Fiche technique
- Titre : Ovosodo
- Réalisation : Paolo Virzì
- Scénario : Paolo Virzì et Francesco Bruni
- Photographie : Italo Petriccione
- Montage : Jacopo Quadri
- Musique : Battista Lena et Carlo Virzì
- Producteur : Vittorio Cecchi Gori, Elisabetta Olmi et Rita Rusic
- Société de production : Cecchi Gori Group Tiger Cinematografica
- Société de distribution : Cecchi Gori Group et Kidmark
- Pays d'origine :  Italie
- Durée : 103 minutes
- Genre : Comédie dramatique
- Dates de sortie :
  - Royaume-Uni, Irlande : 16 décembre 2005
  - Italie : 12 septembre 1997

## Distribution
- Edoardo Gabbriellini : Piero à 18 ans
- Malcolm Lunghi : Piero à 13 ans
- Matteo Campus : Piero à 7 ans
- Nicoletta Braschi : Giovanna
- Claudia Pandolfi : Susi
- Toto Barbato : Mirko
- Marco Cocci : Tommaso
- Regina Orioli : Lisa
- Paolo Ruffini : Galgani

## À noter
- Ovosodo — qui signifie en dialecte livornese uovo sodo, œuf dur — est un quartier de Livourne. Son nom fait référence à la couleur blanche et jaune des vêtements que l'on endosse lors du Palio Marinaro (fête et jeux traditionnels du folklore livornese). Toutefois, dans le film, Piero Mansani réside dans le quartier de Barriera Garibaldi, situé dans la périphérie de Livourne.

En outre, Pietro atteint l'âge du travail et s'étonne d'une sensation qu'il éprouve parfois: il croit avoir avalé un œuf dur entier. Cela se réfère à ses désillusions.